# New Salem (Illinois)
New Salem és una població dels Estats Units a l'estat d'Illinois. Segons el cens del 2000 tenia 136 habitants.

## Demografia
Segons el cens del 2000, New Salem tenia 136 habitants, 53 habitatges, i 35 famílies. La densitat de població era de 50,5 habitants/km².
Dels 53 habitatges en un 30,2% hi vivien nens de menys de 18 anys, en un 56,6% hi vivien parelles casades, en un 5,7% dones solteres, i en un 32,1% no eren unitats familiars. En el 22,6% dels habitatges hi vivien persones soles el 15,1% de les quals corresponia a persones de 65 anys o més que vivien soles. El nombre mitjà de persones vivint en cada habitatge era de 2,49 i el nombre mitjà de persones que vivien en cada família era de 2,97.
Per edats la població es repartia de la següent manera: un 26,5% tenia menys de 18 anys, un 6,6% entre 18 i 24, un 23,5% entre 25 i 44, un 25% de 45 a 60 i un 18,4% 65 anys o més.
L'edat mediana era de 40 anys. Per cada 100 dones de 18 o més anys hi havia 81,8 homes.
La renda mediana per habitatge era de 27.917 $ i la renda mediana per família de 26.875 $. Els homes tenien una renda mediana de 20.625 $ mentre que les dones 16.250 $. La renda per capita de la població era de 19.351 $. Aproximadament el 21,6% de les famílies i el 24,7% de la població estaven per davall del llindar de pobresa.

## Poblacions més properes
El següent diagrama mostra les poblacions més properes.